# Paweł Olszak
Paweł Dariusz Olszak (ur. 22 kwietnia 1970) – polski urzędnik, w latach 2014–2015 wicewojewoda świętokrzyski.

## Życiorys
Ukończył studia na Wydziale Budownictwa Lądowego Politechniki Świętokrzyskiej, uzyskując tytuł zawodowy magistra inżyniera budownictwa. Od 1994 do 1999 zatrudniony był na stanowisku inspektora w urzędzie gminy w Sobkowie. W 1999 podjął pracę w starostwie powiatowym w Jędrzejowie, gdzie w latach 2004–2014 był naczelnikiem wydziału budownictwa i architektury.
W wyborach w 2006 z listy Polskiego Stronnictwa Ludowego uzyskał mandat radnego rady miejskiej w Jędrzejowie. W kadencji 2006–2010 był jej wiceprzewodniczącym. W 2010 i 2014 bez powodzenia ubiegał się o reelekcję.
23 grudnia 2014 został powołany na urząd wicewojewody świętokrzyskiego. 10 grudnia 2015 został odwołany ze stanowiska wicewojewody świętokrzyskiego.

## Życie prywatne
Żonaty, ma dwie córki.